# Tour of the Universe
Tour of the Universe a fost un turneul mondial susținut de formația engleză Depeche Mode în perioada 2009-2010. Turneul a fost organizat pentru a promova cel de al XII-lea album de studio, Sounds of the Universe. Anunțul oficial a fost făcut la 6 octombrie 2008 la Berlin. Turneul a debutat pe data de 6 mai 2009 în orașul Luxemburg și s-a terminat pe 27 februarie 2010 la Düsseldorf.

## Playlist
| Playlist Etapa I Israel, Europa, America de Nord 1. "In Chains" 2. "Wrong" 3. "Hole to Feed" 4. "Walking in My Shoes" 5. "It's No Good" 6. "A Question of Time" 7. "Precious" 8. "Fly on the Windscreen" 9. Cântec interpretat de Martin Lee Gore - "Jezebel" - "Little Soul" 10. Cântec interpretat de Martin Lee Gore - "A Question of Lust" - "Home" - "Judas" 11. - "Come Back" - "Miles Away/The Truth Is" 12. - "Peace" - "Fragile Tension" - "Policy of Truth" 13. "In Your Room" 14. "I Feel You" 15. - "In Sympathy" - "Policy of Truth" 16. "Enjoy the Silence" 17. "Never Let Me Down Again" 18. - "Stripped" - Cântec interpretat de Martin Lee Gore - "Somebody" - "Shake the Disease" - "A Question of Lust" 19. - "Master and Servant" - "Stripped" 20. - "Strangelove" - "Behind the Wheel" 21. "Personal Jesus" 22. "Waiting for the Night" | Playlist Etapa a II-a, a III-a Europa 1. "In Chains" 2. "Wrong" 3. "Hole to Feed" 4. "Walking in My Shoes" 5. "It's No Good" 6. "A Question of Time" 7. "Precious" 8. "World in My Eyes" 9. "Fly on the Windscreen" 10. Cântec interpretat de Martin Lee Gore - "Freelove" - "Clean" - "Dressed in Black" - "Sister of Night" - "Jezebel" - "Insight" - "Judas" - "One Caress" 11. Cântece interpretate de Martin Gore - "Home" 12. - "Miles Away/The Truth Is" - "Come Back" 13. "Policy of Truth" 14. "In Your Room" 15. "I Feel You" 16. "Enjoy the Silence" 17. "Never Let Me Down Again" 18. Cântece interpretate de Martin Gore - "Somebody" - "A Question of Lust" - "Dressed in Black" - "One Caress" 19. "Stripped" 20. - "Behind the Wheel" - "Photographic" 21. "Personal Jesus" |

## Etapa I:IsraelșiEuropa
| Data          | Țara      | Oraș        | Locația                   | Spectatori |
| 6 mai 2009    | Luxemburg | Luxemburg   | Rockhal                   |            |
| 10 mai 2009   | Israel    | Tel Aviv    | Ramat Gan Stadium         |            |
| 8 iunie 2009  | Germania  | Leipzig     | Zentralstadion            |            |
| 10 iunie 2009 | Germania  | Berlin      | Olympiastadion            |            |
| 12 iunie 2009 | Germania  | Frankfurt   | Commerzbank-Arena         |            |
| 13 iunie 2009 | Germania  | München     | Olympiastadion            |            |
| 16 iunie 2009 | Italia    | Roma        | Stadio Olimpico           |            |
| 18 iunie 2009 | Italia    | Milano      | Stadionul Giuseppe Meazza |            |
| 20 iunie 2009 | Belgia    | Werchter    | TW Classic Festival       |            |
| 22 iunie 2009 | Slovacia  | Bratislava  | Štadión Pasienky          |            |
| 23 iunie 2009 | Ungaria   | Budapesta   | Stadionul Ferenc Puskás   |            |
| 25 iunie 2009 | Cehia     | Praga       | Stadion Evžena Rošického  |            |
| 27 iunie 2009 | Franța    | Paris       | Stade de France           |            |
| 28 iunie 2009 | Franța    | Nancy       | Sala Le Zenith            |            |
| 30 iunie 2009 | Danemarca | Copenhaga   | Parken Stadion            |            |
| 1 iulie 2009  | Germania  | Hamburg     | HSH Nordbank Arena        |            |
| 3 iulie 2009  | Suedia    | Arvika      | Festivalul Arvika         |            |
| 6 iulie 2009  | Franța    | Carcassonne | Esplanade Gambetta        |            |
| 8 iulie 2009  | Spania    | Valladolid  | Estadio José Zorrilla     |            |
| 9 iulie 2009  | Spania    | Bilbao      | Bilbao BBK Live Festival  |            |

## Etapa a II-a:America de NordșiAmerica de Sud
| Data              | Țara                       | Oraș              | Locația                    | Spectatori |
| 24 iulie 2009     | Canada                     | Toronto           | Molson Amphitheater        |            |
| 25 iulie 2009     | Canada                     | Montreal          | Bell Centre                |            |
| 28 iulie 2009     | Statele Unite ale Americii | Washington D. C.  | Nissan Pavilion            |            |
| 31 iulie 2009     | Statele Unite ale Americii | Boston            | Great Woods                |            |
| 1 august 2009     | Statele Unite ale Americii | Atlantic City     | Borgata Cassino            |            |
| 3 august 2009     | Statele Unite ale Americii | New York          | Madison Square Garden      |            |
| 4 august 2009     | Statele Unite ale Americii | New York          | Madison Square Garden      |            |
| 7 august 2009     | Statele Unite ale Americii | Chicago           | Lollapalooza               |            |
| 10 august 2009    | Statele Unite ale Americii | Seattle           | Key Arena                  |            |
| 16 august 2009    | Statele Unite ale Americii | Los Angeles       | Hollywood Bowl             |            |
| 17 august 2009    | Statele Unite ale Americii | Los Angeles       | Hollywood Bowl             |            |
| 19 august 2009    | Statele Unite ale Americii | Anaheim           | Honda Center               |            |
| 20 august 2009    | Statele Unite ale Americii | Santa Barbara     | Santa Barbara Bowl         |            |
| 22 august 2009    | Statele Unite ale Americii | Las Vegas         | Pearl Concert Theater      |            |
| 23 august 2009    | Statele Unite ale Americii | Phoenix           | US Air                     |            |
| 25 august 2009    | Statele Unite ale Americii | Salt Lake City    | E Center                   |            |
| 27 august 2009    | Statele Unite ale Americii | Denver            | Red Rocks                  |            |
| 29 august 2009    | Statele Unite ale Americii | Dallas            | Superpages                 |            |
| 30 august 2009    | Statele Unite ale Americii | Houston           | Woodlands Pavilion         |            |
| 1 septembrie 2009 | Statele Unite ale Americii | Atlanta           | Amfiteatrul Lakewood       |            |
| 4 septembrie 2009 | Statele Unite ale Americii | Tampa             | Ford Amphitheater          |            |
| 5 septembrie 2009 | Statele Unite ale Americii | Fort Lauderdale   | Bank Atlantic              |            |
| 1 octombrie 2009  | Mexic                      | Guadalajara       | Arena VFG                  |            |
| 3 octombrie 2009  | Mexic                      | Ciudad de México  | Foro Sol                   |            |
| 4 octombrie 2009  | Mexic                      | Ciudad de México  | Foro Sol                   |            |
| 6 octombrie 2009  | Mexic                      | Monterrey         | Arena Monterrey            |            |
| 8 octombrie 2009  | Costa Rica                 | San José          | Autódromo la Guácima       |            |
| 10 octombrie 2009 | Columbia                   | Bogota            | Parque Simón Bolívar       |            |
| 13 octombrie 2009 | Peru                       | Lima              | Estadio Monumental de Lima |            |
| 15 octombrie 2009 | Chile                      | Santiago de Chile | Club Hípico                |            |
| 17 octombrie 2009 | Argentina                  | Buenos Aires      | Personal Fest              |            |

## Etapa a III-a: Europa
| Data              | Țara          | Oraș             | Locația                      | Spectatori |
| 31 octombrie 2009 | Germania      | Oberhausen       | Kopi Arena                   |            |
| 1 noiembrie 2009  | Germania      | Bremen           | AWD-Dome                     |            |
| 3 noiembrie 2009  | Germania      | Hanovra          | Tui Arena                    |            |
| 7 noiembrie 2009  | Germania      | Mannheim         | SAP Arena                    |            |
| 8 noiembrie 2009  | Germania      | Stuttgart        | Schleyerhalle                |            |
| 10 noiembrie 2009 | Elveția       | Geneva           | Palexpo                      |            |
| 12 noiembrie 2009 | Spania        | Valencia         | Recinto Ferial               |            |
| 14 noiembrie 2009 | Portugalia    | Lisabona         | Pavilhão Atlântico           |            |
| 16 noiembrie 2009 | Spania        | Madrid           | Palacio de los Deportes      |            |
| 17 noiembrie 2009 | Spania        | Madrid           | Palacio de los Deportes      |            |
| 20 noiembrie 2009 | Spania        | Barcelona        | Palau Sant Jordi             |            |
| 21 noiembrie 2009 | Spania        | Barcelona        | Palau Sant Jordi             |            |
| 23 noiembrie 2009 | Franța        | Lyon             | Tony Garnier                 |            |
| 25 noiembrie 2009 | Italia        | Bologna          | Palamalaguti                 |            |
| 26 noiembrie 2009 | Italia        | Torino           | Palaolimpico                 |            |
| 28 noiembrie 2009 | Germania      | Erfurt           | Messehalle                   |            |
| 30 noiembrie 2009 | Țările de Jos | Rotterdam        | The Ahoy                     |            |
| 1 decembrie 2009  | Germania      | Nürnberg         | Arena Nürnberg               |            |
| 3 decembrie 2009  | Austria       | Viena            | Stadhalle                    |            |
| 6 decembrie 2009  | Elveția       | Zürich           | Hallenstadion                |            |
| 7 decembrie 2009  | Elveția       | Zürich           | Hallenstadion                |            |
| 10 decembrie 2009 | Irlanda       | Dublin           | The 02                       |            |
| 12 decembrie 2009 | Scoția        | Glasgow          | SECC                         |            |
| 13 decembrie 2009 | Anglia        | Birmingham       | LG Arena                     |            |
| 15 decembrie 2009 | Anglia        | Londra           | O2 Arena                     |            |
| 16 decembrie 2009 | Anglia        | Londra           | O2 Arena                     |            |
| 18 decembrie 2009 | Anglia        | Manchester       | MEN                          |            |
| 9 ianuarie 2010   | Germania      | Berlin           | O2 World                     |            |
| 11 ianuarie 2010  | Ungaria       | Budapesta        | Papp László Sportaréna       |            |
| 14 ianuarie 2010  | Cehia         | Praga            | O2 Arena                     | 38         |
| 17 ianuarie 2010  | Franța        | Liévin           | Stade Couvert                |            |
| 19 ianuarie 2010  | Franța        | Paris            | Bercy                        |            |
| 20 ianuarie 2010  | Franța        | Paris            | Bercy                        |            |
| 23 ianuarie 2010  | Belgia        | Amberes          | Sportspaleis                 |            |
| 25 ianuarie 2010  | Suedia        | Malmö            | Arena                        |            |
| 26 ianuarie 2010  | Suedia        | Göteborg         | Scandinavium                 |            |
| 28 ianuarie 2010  | Norvegia      | Bergen           | Bergenhus Festning           |            |
| 31 ianuarie 2010  | Suedia        | Stockholm        | Ericsson Globe               |            |
| 2 februarie 2010  | Finlanda      | Helsinki         | Hartwall Areena              |            |
| 4 februarie 2010  | Rusia         | Sankt Petersburg | CSC Petersburg               |            |
| 6 februarie 2010  | Rusia         | Moscova          | Olimpiiskii                  |            |
| 8 februarie 2010  | Ucraina       | Kiev             | Palatul Sporturilor din Kiev |            |
| 10 februarie 2010 | Polonia       | Lodz             | Atlas Arena                  |            |
| 11 februarie 2010 | Polonia       | Lodz             | Atlas Arena                  |            |
| 14 februarie 2010 | Croația       | Zagreb           | Tuborg Greenfest             |            |
| 17 februarie 2010 | Anglia        | Londra           | Royal Albert Hall            |            |
| 20 februarie 2010 | Anglia        | Londra           | O2 Arena                     |            |
| 22 februarie 2010 | Danemarca     | Horsens          | CASA Arena Horsens           |            |
| 23 februarie 2010 | Danemarca     | Horsens          | CASA Arena Horsens           |            |
| 26 februarie 2010 | Germania      | Düsseldorf       | Esprit Arena                 |            |
| 27 februarie 2010 | Germania      | Düsseldorf       | Esprit Arena                 |            |

## Concerte Anulate
| Data              | Țara                       | Oraș           |
| 12 mai 2009       | Grecia                     | Atena          |
| 14 mai 2009       | Turcia                     | Istanbul       |
| 16 mai 2009       | România                    | București      |
| 18 mai 2009       | Bulgaria                   | Sofia          |
| 20 mai 2009       | Serbia                     | Belgrad        |
| 21 mai 2009       | Croația                    | Zagreb         |
| 23 mai 2009       | Polonia                    | Varșovia       |
| 25 mai 2009       | Letonia                    | Riga           |
| 27 mai 2009       | Lituania                   | Vilnius        |
| 31 mai 2009       | Țările de Jos              | Landgraaf      |
| 7 iunie 2009      | Germania                   | Leipzig        |
| 11 iulie 2009     | Portugalia                 | Oporto         |
| 12 iulie 2009     | Spania                     | Sevilla        |
| 12 august 2009    | Statele Unite ale Americii | San Francisco  |
| 14 august 2009    | Statele Unite ale Americii | San Diego      |
| 22 octombrie 2009 | Brazilia                   | Río de Janeiro |
| 24 octombrie 2009 | Brazilia                   | São Paulo      |
| 4 decembrie 2009  | Austria                    | Graz           |

## Referinte
Arhivat în 1 octombrie 2009, la Wayback Machine.